# Stiftskerk HH. Petrus en Paulus (Reichenau)
De HH. Petrus en Pauluskerk (Duits: St. Peter und Paul) is een romaanse zuilenbasiliek op het eiland Reichenau in het Ortsteil Niederzell (Baden-Württemberg).

## Geschiedenis

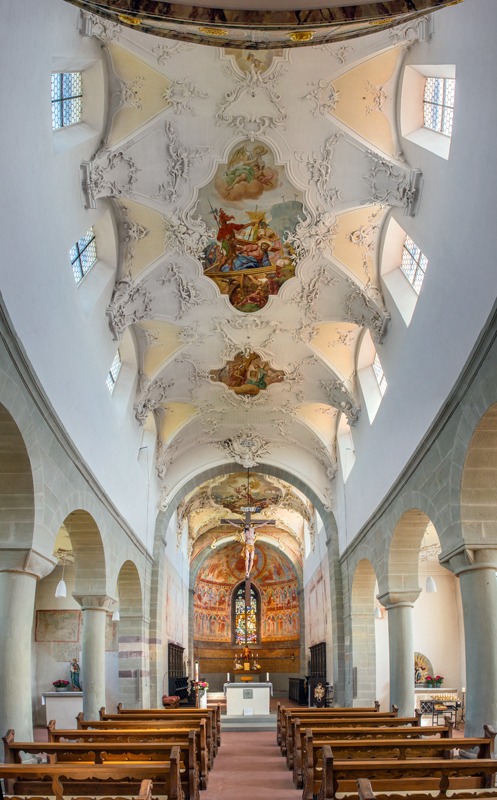
Interieur van de Petrus en Pauluskerk

De eerste Petruskerk op deze plaats werd in het jaar 799 door de zalige bisschop Egino van Verona opgericht, die zich hier voor zijn dood terugtrok totdat hij in 802 stierf. De kerk van Egino was een zaalbouw met een ingesnoerde apsis, die, getuige de bewaarde reliëfs in het noordelijke zijschip, buitengewoon fraai versierd moet zijn geweest. Resten van (niet zichtbare) muurschilderingen uit de Karolingische tijd getuigen er bovendien van dat de eerste kerk ook beschilderd was. Na twee branden werd de eerst kerk rond 1080 afgebroken. Op de oude fundamenten werd met behoud van dezelfde afmetingen daarna de huidige zuilenbasiliek zonder transept gebouwd.
Dendrochronologisch onderzoek wijst uit dat het koor rond 1104 en het kerkschip omstreeks 1126 werd voltooid.
Een ingrijpende verbouwing van het interieur volgde in de jaren 1750-1760.

## Architectuur en interieur
Het romaanse uiterlijk bleef nog het best bewaard aan de oostelijke kant van de kerk, met dien verstande dat de beide torens in de 15e eeuw werden verhoogd.
De bijna vierkante voorhal voert naar de kerkzaal. De slecht bewaarde resten van fresco's hier stammen nog van de oorspronkelijke beschildering van de kerk.
Het kerkgebouw wordt door zuilenarcaden uit de 11e eeuw met strenge kapitelen in drie beuken verdeeld. In de jaren 1750-1760 werd het interieur van de kerk in de stijl van de rococo verbouwd: de ramen werden vergroot, het vlakke balkenplafond door een vlak stucwerkgewelf vervangen en in het westen werd een orgelgalerij geplaatst.
Van bijzonder belang is het fresco in de apsis uit de late 11e eeuw. In het bovenste deel is een tronende Christus (Majestas Domini) in een mandorla te zien, begeleid door de symbolen van de vier evangelisten. Rechts en links van Christus staan de kerkpatronen: Petrus en Paulus en twee engelen. In de middelste zone worden de twaalf apostelen uitgebeeld, in de onderste zone de profeten. Het te grote gotische raam in de apsismuur verving een romaans venster, dat waarschijnlijk een gebrandschilderd raam bezat.
Voor het altaar bevindt zich het graf van bisschop Egino.
De piëta op het zuidelijke zijaltaar is 17e-eeuws.

## Orgel
Het orgel gaat terug op het jaar 1783 en bezit 11 registers op één manuaal en pedaal.

## Klokken
De kerk heeft vijf klokken uit verschillende periodes. Recente opgravingen doet vermoeden dat er in de 14e eeuw in Niederzell een klokkengieterschool bestond. Drie van de vijf kerkklokken zouden hier zijn gegoten.
| Nr. | Naam                 | Gietjaar | Gieter                             | Doorsnee (mm) | Gewicht (kg, ca.) | Slagtoon |
| 1   | Osanna               | 1521     | Nicolaus Oberacer                  | 1.150         |                   | fis1 +1  |
| 2   | Petrus               | 14e eeuw | onbekend                           | 920           | 500               | ais1 +5  |
| 3   |                      | 14e eeuw | onbekend                           | 770           | 300               | d2 +9    |
| 4   | Maria, Allerheiligen | 1778     | Klokkengieter Leonhard Rosenlecher | 450           |                   | a2 +4    |
| 5   |                      | 14e eeuw | onbekend                           | 500           | 100               | h2 +4    |

## Afbeeldingen

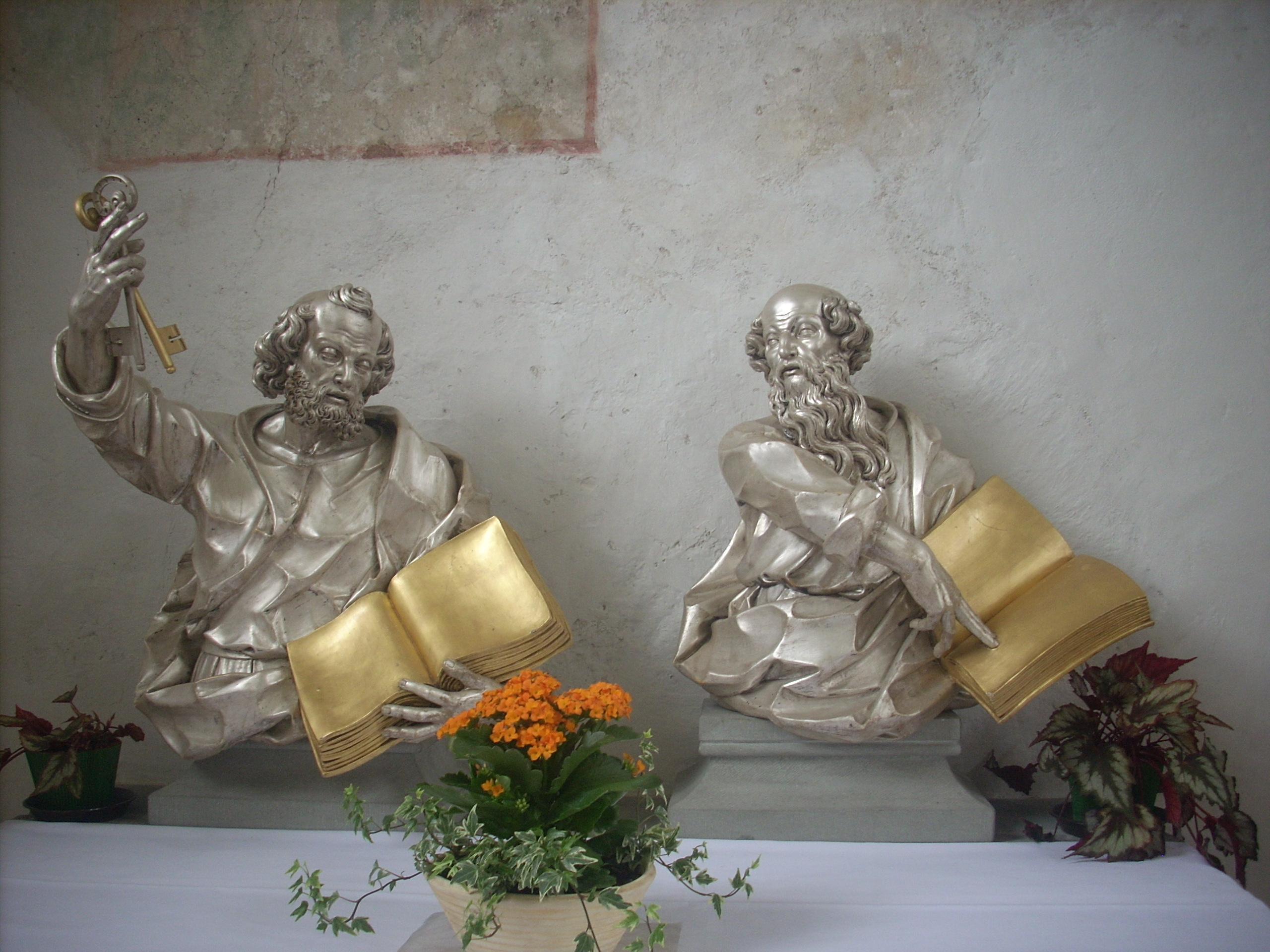
Petrus en Paulus
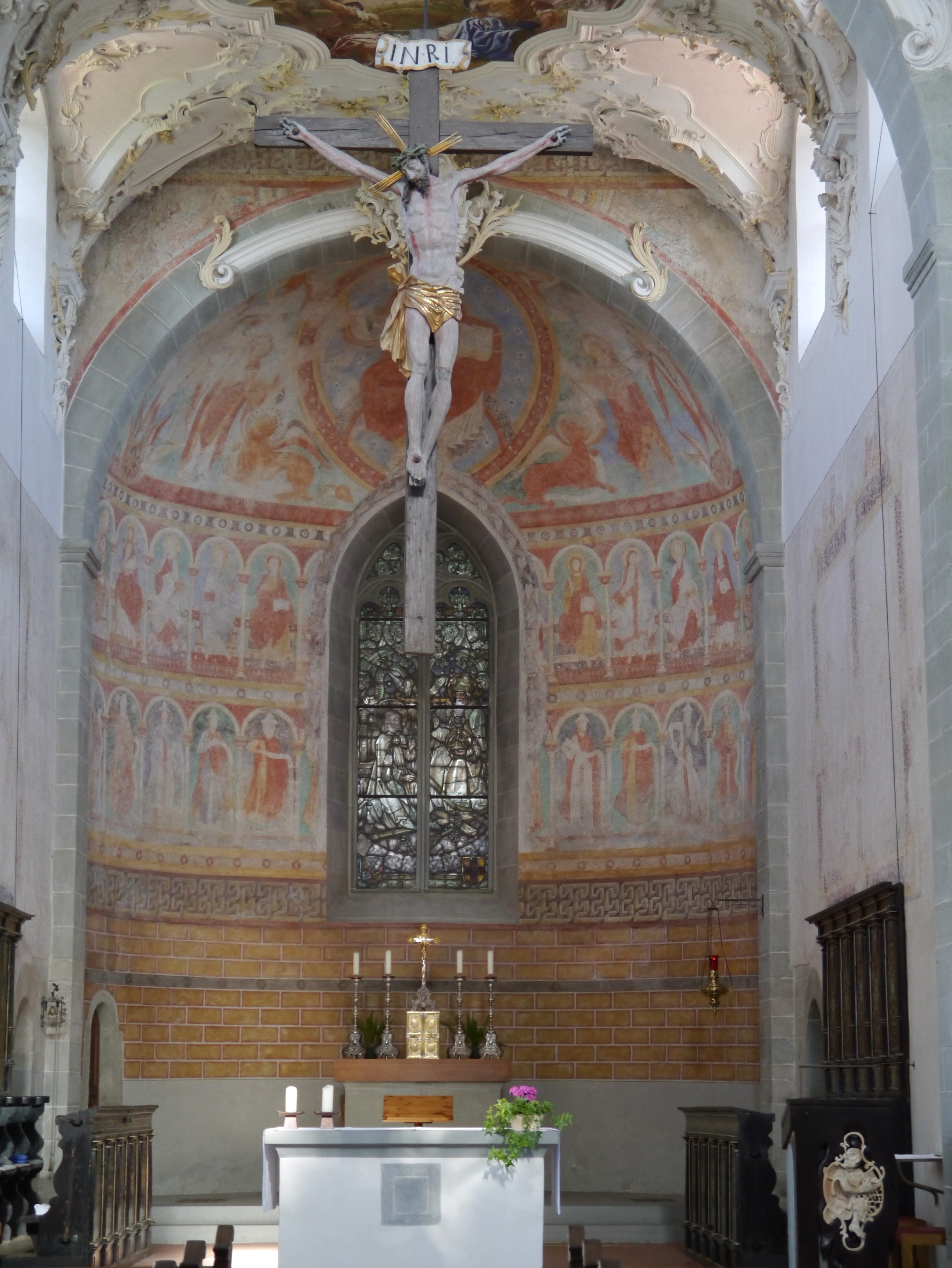
Apsis
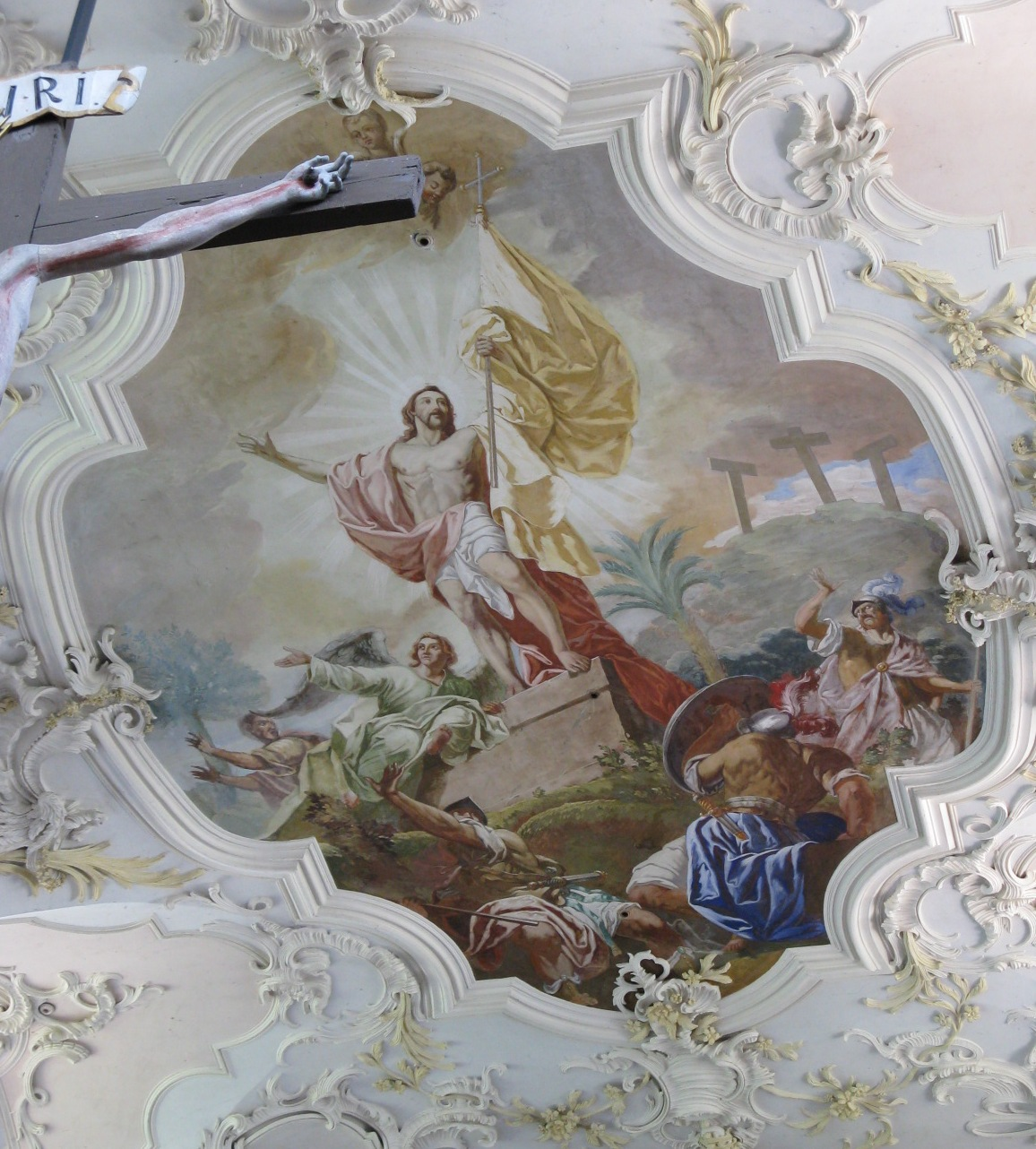
Stucwerk en plafondfresco
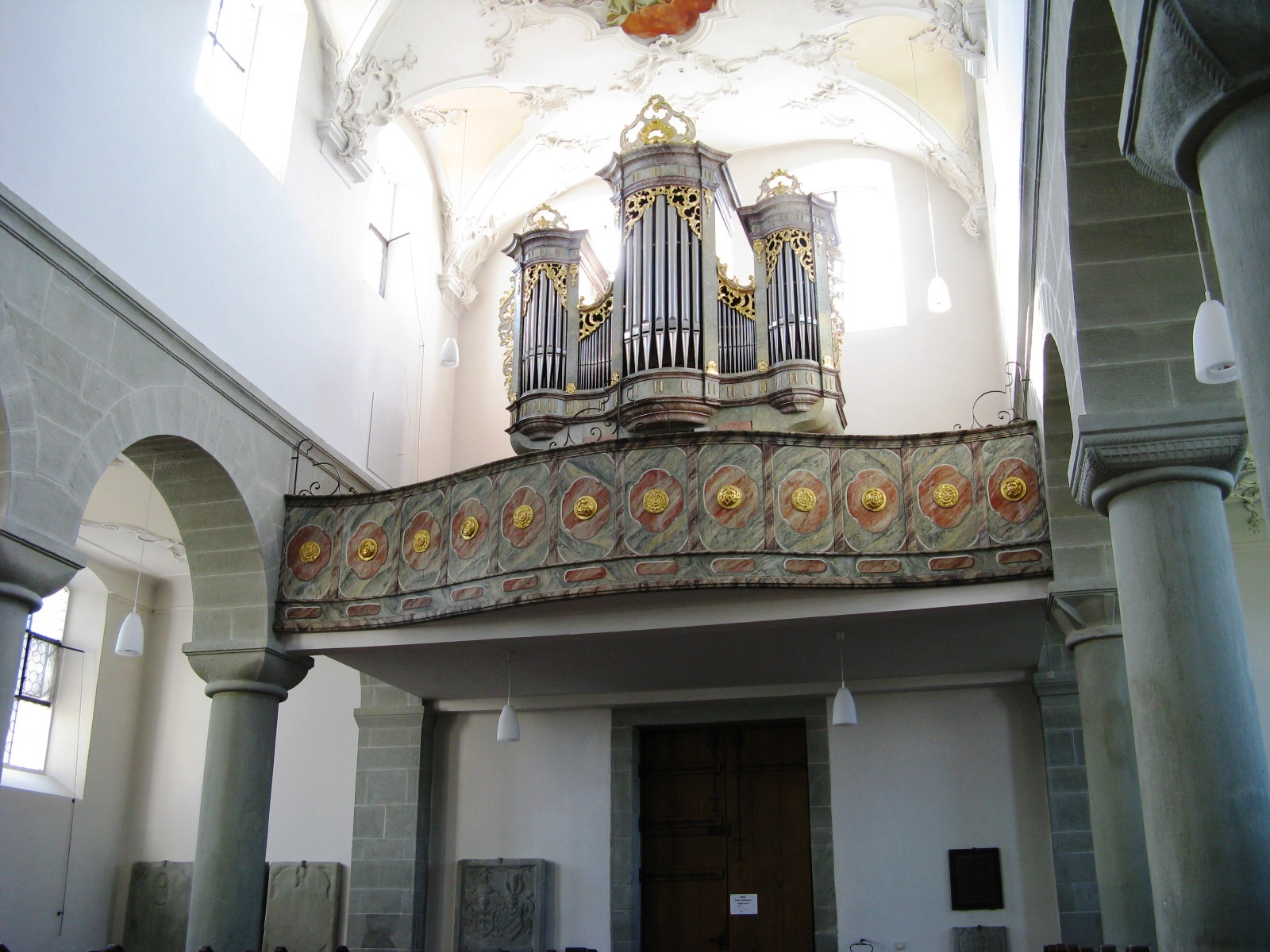
Orgelgalerij